# 墳墓一
墳墓一是在寶瓶座“水滴”星群中的（寶瓶座ζ／ζ Aqu）一顆聯星（點擊此處 （页面存档备份，存于） 可以查看"水滴"），與地球的距離大約是103光年。
較亮的寶瓶座 ζ²是一顆黃白色的F型星，視星等 +4.42等。它的伴星寶瓶座 ζ¹是一顆黃白色的F型次巨星，視星等 +4.59等。事實上因為這兩顆星的光度非常接近，因此很容易測量和分解成一對雙星。這一對聯星的合成光度是+3.65，兩星相距1.67弧秒，軌道週期760年。
曼海姆天文台的台長克里斯琴·邁耶是最先考慮墳墓一是雙星的天文學家。他在1777年注意到這是一對雙星，威廉·赫歇爾在兩年後也發現它是雙星。
墳墓一被觀測的時間迄今只有幹個軌道週期，因此，軌道的大小和形狀，還有軌道週期都還沒有實際的測量資料。根據馬丁·加斯克爾在1968年的測量，得到的週期是856年（這個資料被諾頓2000星圖引用）。
這兩顆恆星在橢圓軌道上的最大距離，看起來是順時針運動，是最短距離（大約是太陽至冥王星的距離）的四倍。
目前這兩顆星在星曆表上的距離是2.5"，他的投影週期將在23世紀結束時完成，屆時兩顆星的距離大約是6.4"，但是每一年的變化是非常微小的。
這兩顆星的質量，簡單的以A和B來區分，分別是1.1和0.9太陽質量。儘管在質量上很相近，但卻比我們的太陽亮7倍，這意味著她們仍在演化中。分光鏡的解析認為這兩顆星都是次巨星，這支持它們核心的氫耗盡之後將成為紅巨星的預測。
曾經有第三顆星以25.5年的週期繞著B星運行的主張，但這可能只是單純的殘差，被認為是聯星中有第三顆恆星的可能，但這種第三者的光度太低而難以直接觀察到。推測中的第寶瓶座ζ第三顆恆星質量是太陽的0.28，可能是一顆紅矮星或白矮星，與B星的距離只有9天文單位，大約是太陽至土星的距離。
目前，寶瓶座 ζ是北半球的恆星，它在2004年正好位於天球赤道上，而在此之前它位在天球赤道的南邊。

## 位置

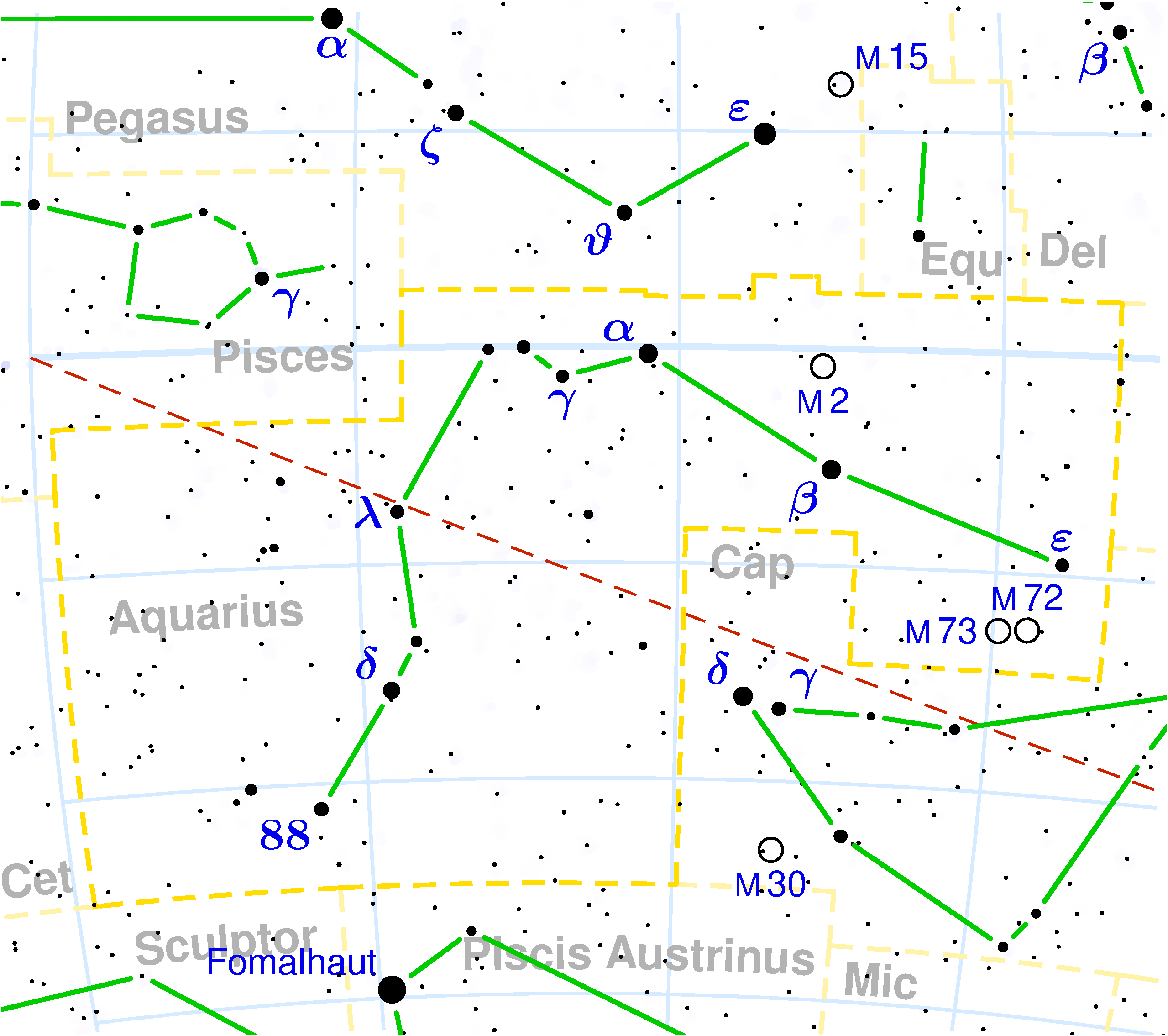
寶瓶座